# 擬親屬關係
擬親屬關係是以親屬的稱謂稱呼沒有血緣關係或亲缘关系的人，以及把他們當作親屬般對待的人際關係，建立這種關係的人稱為擬親屬。
大部份人類學者觀察到擬親屬關係擔當著協助或介入傳統親屬關係，但不會完全取代親屬。
珍妮特·卡斯坦（Janet Carsten）在回應施奈特（David M. Schneider）在1984年發表的《亲属制度研究批判》（A Critique of The Study of Kinship）所提及的符號式親屬關係（Symbolic Kinship）時提出「關聯」（relatedness）的概念。
在東亞，人們常常以親屬稱謂去稱呼他人，例如中國人常以「大哥」、「大姐」稱呼不相識的同輩或年紀較自己大的同輩朋友，以「大叔」、「阿姨」稱呼無血緣關係的長輩，以「伯父」、「伯母」稱呼朋友的父母；在古代至近代，夫妻也常會手足相稱。西方文化中人們會稱密友的父母為「aunt」或「uncle」。把密友稱為「兄弟」或「姊妹」在東西方也很常見（甚或「情同手足（兄弟）或「親如姊妹」」）。某些學校社團和組織也會把成員稱為「兄弟」或「姊妹」。

## 外部連結
- Social Structure and Kinship in Rural Mexico - The Tlaxcala Project